# Proteroctopus
Proteroctopus (лат.) — род вымерших моллюсков из подотряда осьминогов (Octopoda), обитавших во времена юрского периода (164,7—161,2 млн лет назад). 
Известен только по одному, хорошо сохранившемуся, экземпляру, обнаруженному в отложениях, датируемых нижним келловейским ярусом, в коммуне Ла-Вульт-сюр-Рон (Франция). Единственный известный вид — Proteroctopus ribeti. Морфология осьминога предусматривает некто-эпипелагический образ жизни. Имеет относительно тонкие и короткие щупальца по сравнению с размером мантии. Небольшой размер щупалец предполагает, что Proteroctopus был, вероятно, пелагическим организмом, который плавал в открытой воде. Как и все осьминоги, был плотоядным.